# Breaking op de Olympische Zomerspelen 2024
Breaking is een van de sporten op de Olympische Zomerspelen 2024 in Parijs. Het is de eerste keer dat de sport op het olympisch programma staat. In totaal doen er 32 atleten mee aan twee evenementen. Het breaking vindt plaats in een tijdelijke accommodatie op het Place de la Concorde, waar ook het skateboarden, het 3x3-basketballen en het freestyle BMX'en worden gehouden.

## Kwalificatie
Bij zowel de mannen als de vrouwen zijn er zestien quotumplaatsen te vullen voor het breaking. Daarbij geldt dat elk Nationaal Olympisch Comité (NOC) maximaal twee atleten per evenement mag afvaardigen. Gastland Frankrijk is verzekerd van een quotumplaats. De winnaars van de wereldkampioenschappen 2023 in Leuven plaatsen zich voor de Spelen, evenals de winnaars van de vijf continentale kwalificatietoernooien. Voor Europa zijn dat de Europese Spelen in Krakau, voor Azië de Aziatische Spelen in Hangzhou en voor Noord- en Zuid-Amerika de Pan-Amerikaanse Spelen in Santiago. Daarnaast zijn er zeven plaatsen te behalen via een kwalificatiereeks die wordt gehouden tussen maart en juni 2024. De olympische tripartitecommissie vergeeft tot slot twee plaatsen aan atleten van kleinere NOC's.
| Toernooi                        | Datum                  | Locatie  | Mannen   | Mannen           | Mannen              | Vrouwen  | Vrouwen          | Vrouwen                  |
| Toernooi                        | Datum                  | Locatie  | Plaatsen | Land             | Atleet              | Plaatsen | Land             | Atlete                   |
| ------------------------------- | ---------------------- | -------- | -------- | ---------------- | ------------------- | -------- | ---------------- | ------------------------ |
| Gastland                        | 13 september 2017      | –        | 1        | Frankrijk        |                     | 1        | Frankrijk        |                          |
| Wereldkampioenschappen          | 22 – 24 september 2023 | Leuven   | 1        | Verenigde Staten | Victor Montalvonaar | 1        | Litouwen         | Nicka (Dominika Benevic) |
| Afrikaanse kampioenschappen     | 12 – 13 mei 2023       | Rabat    | 1        | Marokko          | Bilal Mallakh       | 1        | Marokko          | Fatima El-Mamouny        |
| Europese Spelen                 | 26 – 27 juni 2023      | Krakau   | 1        | Frankrijk        | Danis Civil         | 1        | Nederland        | India Sardjoe            |
| Aziatische Spelen               | 6 – 7 oktober 2023     | Hangzhou | 1        | Japan            | Shigeyuki Nakarai   | 1        | China            | Liu Qingyi               |
| Pan-Amerikaanse Spelen          | 3 – 4 november 2023    | Santiago | 1        | Canada           | Philip Kim          | 1        | Verenigde Staten | Sunny Choi               |
| Oceanische kampioenschappen     | 27 – 28 oktober 2023   | Sydney   | 1        | Australië        | Jeffrey Dan Arpie   | 1        | Australië        | Rachael Gunn             |
| Olympische kwalificatiereeks    | maart – juni 2024      | –        | 7        |                  |                     | 7        |                  |                          |
| Uitnodiging tripartitecommissie | –                      | –        | 2        | Oekraïne         | Oleg Kuznietsov     | 2        | Oekraïne         | Anna Ponomarenko         |
| Totaal                          |                        |          | 16       |                  |                     | 16       |                  |                          |

## Medailles

### Medaillewinnaars
| Onderdeel | Goud | Goud       | Zilver | Zilver           | Brons | Brons           |
| --------- | ---- | ---------- | ------ | ---------------- | ----- | --------------- |
| Mannen    | CAN  | Philip Kim | FRA    | Danis Civil      | USA   | Victor Montalvo |
|           |      |            |        |                  |       |                 |
| Vrouwen   | JPN  | Ami Yuasa  | LTU    | Dominika Banevič | CHN   | Liu Qingyi      |

### Medaillespiegel
| Plaats | Land             | NOC    | Goud | Zilver | Brons | Totaal |
| ------ | ---------------- | ------ | ---- | ------ | ----- | ------ |
| 1      | Canada           | CAN    | 1    | 0      | 0     | 1      |
| 1      | Japan            | JPN    | 1    | 0      | 0     | 1      |
| 3      | Frankrijk        | FRA    | 0    | 1      | 0     | 1      |
| 3      | Litouwen         | LTU    | 0    | 1      | 0     | 1      |
| 5      | China            | CHN    | 0    | 0      | 1     | 1      |
| 5      | Verenigde Staten | USA    | 0    | 0      | 1     | 1      |
| Totaal | Totaal           | Totaal | 2    | 2      | 2     | 6      |